# Puppy Dog Pals
Puppy Dog Pals (também chamado de Bingo e Rolly em Portugal) é uma série de animação americana computadorizada criado por Harland Williams. A série estreou no Disney Junior nos Estados Unidos em 14 de abril de 2017.

## Enredo
Puppy Dog Pals é sobre Bingo e Rolly, dois irmãos filhotes de pug que se divertem viajando pelo bairro e pelo mundo quando o dono, Bob, sai de casa. Eles também têm uma irmã gatinha chamada Hissy e um cachorro robô chamado ARF (Auto-Doggy Robotic Friend).

## Personagens

### Principais
- Bingo (dublado por Issac Ryan Brown ) - Um pug acinzentado e acinzentado com uma coleira azul mais madura que o irmão gêmeo Rolly. Ele é o líder de Rolly e ele próprio. Bingo está sempre pronto para ir a missões com seu irmão para ajudar alguém em necessidade.
- Rolly (dublado por Sam Lavagnino ) - Um pug castanho com uma coleira vermelha com um osso de ouro. Ele não é tão inteligente quanto o Bingo, mas é muito bobo. Ele é irmão gêmeo de Bingo. Rolly adora mastigar tudo o que consegue encontrar e é um mau hábito.
- Bob (dublado por Harland Williams ) - O proprietário do Bingo, Rolly, Hissy e ARF. Ele trabalha como designer industrial / designer de produtos, conhecido como "inventor". Na estréia da segunda temporada, "A New Pup in Town", Bob modificou a cerca entre a casa dele e de Chloe, para que Keia pudesse brincar com Bingo, Rolly e Hissy e todos pudessem visitar a casa um do outro sem ter que cavar debaixo da cerca e fez um novo colar para Keia (desde que o antigo caiu), que ela usa durante missões com Bingo e Rolly.
- Hissy (dublado por Jessica DiCicco ) - Um gato tigrado roxo cínico que cuida de Bingo e Rolly como uma irmã mais velha. Em alguns episódios, ela acaba acompanhando Bingo e Rolly em suas missões. Ela e Cupcake são os únicos animais com cor de pele não natural.
- ARF (totalmente conhecido como Amigo Robótico Auto-Doggy; dublado por Tom Kenny ) - Um cachorro robótico que Bob inventou. Ele aparece pela primeira vez no episódio "ARF" e foi atualizado por Bob em "Go Dog Go". Ele sempre se refere à terceira pessoa em todos os episódios, com exceção de "Go Dog Go" e "How ARF Got His Voice Back".
- Keia (dublada por Shiloh Nelson) - Um filhote de cachorro de propriedade dos vizinhos de Bob, Chloe e sua mãe. Keia também se torna amiga íntima de Bingo, Rolly e Hissy desde que os conheceu. Ela também é conhecida por usar uma camisa de mangas compridas turquesa e uma gola rosa com uma estrela dourada. Ela apareceu pela primeira vez em "Um novo filhote na cidade".
- Morango (comunica com barulhos estridentes) - Uma joaninha que, como Bingo, Rolly e Hissy, é uma amiga íntima de Keia, tanto que Strawberry fica com Keia a maior parte do tempo. Como Keia, Strawberry também fez sua estréia em "A New Pup in Town". Keia deu à joaninha o nome "Morango" porque, segundo Keia, ela parece um morango devido ao seu corpo vermelho com manchas pretas.

### Recorrentes
- Cupcake (dublado por Jill Talley ) - Um cão maltês rosa amargo que gosta de intimidar outros animais, especialmente Bingo e Rolly. Ela se torna mais amiga depois de "A Fada Fang".
- Rufus (dublado por Leslie David Baker ) - Um buldogue idiota que é o servo de Cupcake. Ele é conhecido por perseguir Bingo e Rolly várias vezes, mas em "Haunted Howl-O-Ween", depois que Rolly removeu a roupa de Chloe, ele os ajudou a devolvê-la.
- Capitão Dog (dublado por Patrick Warburton ) - A estrela do programa de televisão favorito dos filhotes.
- Exposição de Frank (dublada por Leslie David Baker ) - Um homem que geralmente é visto em férias com sua esposa, Esther, durante as missões de Bingo e Rolly. Em "Um esquema de pirâmide", ele se enrosca em fitas, o que leva Bingo e Rolly a confundi-lo com uma múmia.
- Exposição de Ester (dublada por Cheri Oteri ) - esposa de Frank. No "Grande Dia de Hissy's", ela mostra uma iguana de estimação chamada Iggy.
- Bulworth (dublado por Huey Lewis ) - O cão do ferro-velho.
- Johnathan (dublado por Jeff Bennett ) - o amigo gaivota de Bingo e Rolly.
- Chloe (dublada por Emma Shannon) - Uma garotinha que é vizinha de Bob. A partir da segunda temporada, Chloe e sua mãe são as donas de Keia, um novo filhote que também se torna melhor amigo dos animais de estimação de Bob.
- Strider the Sheepdog (dublado por Mo Collins ) - Um cão pastor de ovelhas que fala rápido e aparece nos episódios "Counting Sheep" e "Rhapsody in Pug".
- Lollie (dublada por Giselle Eisenberg) - Uma filhote de cachorro preto e branco Cavalier King Charles usando uma coleira verde cujas pernas traseiras estão paralisadas.
- Ana (dublada por Cree Summer ) - A dona de Lollie e o interesse amoroso de Bob foram vistos pela primeira vez em "Adote-a-Palooza".
- Hedgie (dublado por Jack McBrayer) - Um ouriço marrom que é muito amigo dos filhotes e dá ótimos conselhos.

## Exibição
A série estreou no Disney Junior nos Estados Unidos em 14 de abril de 2017 e no Disney Junior no Canadá em 23 de abril. Playtime with Puppy Dog Pals foi ao ar no Tiny Pop para anunciar a segunda temporada com o novo filhote, Keia. Em 24 de agosto de 2017, o Disney Junior renovou a série para uma segunda temporada, que estreou em 12 de outubro de 2018. Em 7 de setembro de 2018, uma terceira temporada foi encomendada; começou a ser exibido em 8 de novembro de 2019. Em 30 de outubro de 2019, uma quarta temporada foi encomendada depois que foi anunciado anteriormente em junho que a série estava sendo cancelada após três temporadas.

### Exibição internacional
A série Puppy Dog Pals estreou no Disney Junior América Latina em 12 de agosto de 2017, na Argentina, Chile, Colômbia, México.
Exibição no Brasil
No Brasil, a série foi exibida pelo Disney Junior Brasil em 12 de agosto de 2017 e em 21 de outubro de 2017 dentro do Mundo Disney no SBT.
Exibição em Portugal
Em Portugal, a série foi estreada no Disney Junior Portugal em 22 de janeiro de 2018.